# Platyarthron laterale
Platyarthron laterale är en skalbaggsart som beskrevs av Bates 1885. Platyarthron laterale ingår i släktet Platyarthron och familjen långhorningar.
Artens utbredningsområde är:
- Costa Rica.
- Nicaragua.

Inga underarter finns listade i Catalogue of Life.